# Forró Krisztián
Forró Krisztián (Nagymácséd, 1976. január 31. –) szlovákiai magyar politikus, 2013-tól a Nagyszombati kerületben megyei képviselő, 2020-tól 2021-ig a Magyar Közösség Pártja elnöke, 2021-től a Szövetség párt (2023-tól „Magyar Szövetség” a neve) elnöke.

## Élete

### Tanulmányok
Tanulmányait a galántai Kodály Zoltán Gimnáziumban, a dunaszerdahelyi Üzleti Akadémián és a tatabányai Modern Üzleti Tudományok Egyetemén végezte.

### Politika
2004-ben csatlakozott a Magyar Koalíció Pártjához (MKP), 2011-től az MKP galántai járási elnöke. 2020 és 2021 között ő volt az MKP utolsó elnöke. 2021-től az MKP, a Most–Híd és a Magyar Közösségi Összefogás (MKÖ) egyesülésével létrejött Szövetség párt elnöke (a pártot 2023-ban átnevezték Magyar Szövetségre).
- A 2010-es szlovákiai parlamenti választáson sikertelenül indult parlamenti képviselőnek a Magyar Koalíció Pártja színeiben, melynek listáján a 133. helyen szerepelt.
- A 2012-es parlamenti választáson sikertelenül indult parlamenti képviselőnek a Magyar Koalíció Pártja színeiben, melynek listáján a 13. helyen szerepelt.
- A 2013-as szlovákiai megyei választáson először választották meg a Nagyszombati kerület megyei képviselőjének a 2. számú választókerületben (Galántai járás).
- A 2016-os parlamenti választáson sikertelenül indult parlamenti képviselőnek a Magyar Koalíció Pártja színeiben, melynek listáján a 6. helyen szerepelt.
- A 2017-es megyei választáson másodszor választották meg a Nagyszombati kerület megyei képviselőjének a 2. számú választókerületben (Galántai járás).
- A 2022-es megyei választáson harmadszor választották meg a Nagyszombati kerület megyei képviselőjének a 2. számú választókerületben (Galántai járás).
- A 2023-as parlamenti választáson sikertelenül indult parlamenti képviselőnek a Szövetség párt színeiben, melynek listáján az 1. helyen szerepelt.
- A 2024-es szlovákiai elnökválasztáson a Magyar Szövetség jelöltje volt az elnöki posztra. Az elnökválasztás első fordulójában 2,91%-os eredményt ért el, mely a 4. helyre volt elegendő, ezzel nem jutott be a második fordulóba.
- 2024. szeptember 28-án a Magyar Szövetség új elnököt választott, Forró nem indult a tisztségért. Utódja Gubík László lett.[1]
- 2025 májusától Peter Pellegrini államfő nemzetiségi tanácsadója.[2]

## Nyelvtudás
A magyaron kívül angolul, németül és szlovákul beszél.

## Családja
Nős, felesége Fodor Szilvia, akivel három közös fiúgyermeke van. Családjával Nagymácsédon él.

## Fordítás
Ez a szócikk részben vagy egészben  a   Krisztián Forró című cseh Wikipédia-szócikk ezen változatának fordításán alapul.  Az eredeti cikk szerkesztőit annak laptörténete sorolja fel. Ez a jelzés csupán a megfogalmazás eredetét és a szerzői jogokat jelzi, nem szolgál a cikkben szereplő információk forrásmegjelöléseként.